# ماونت كارول
ماونت كارول (إلينوي) (بالإنجليزية: Mount Carroll, Illinois)‏ هي مدينة تقع في الولايات المتحدة في إلينوي. يقدر عدد سكانها بـ 1,832 نسمة .

## التركيبة السكانية
حدّد مكتب تعداد الولايات المتحدة بيانات التركيبة السكانية لماونت كارول في تعداد الولايات المتحدة. في ما يلي، التركيبة السكانية حسب تعدادي 2000 و2010.

### تعداد عام 2000
بلغ عدد سكان ماونت كارول 1,832 نسمة بحسب تعداد عام 2000، وبلغ عدد الأسر 765 أسرة وعدد العائلات 501 عائلة مقيمة في المدينة. في حين سجلت الكثافة السكانية 353 نسمة لكل كيلومتر مربع (914.3/ميل2). وبلغ عدد الوحدات السكنية 855 وحدة بمتوسط كثافة قدره 164.7 لكل كيلومتر مربع (426.6/ميل2).
وتوزع التركيب العرقي للمدينة بنسبة 98.53% من البيض و0.16% من الأمريكيين الأفارقة و0.27% من الأمريكيين الأصليين و0.27% من الأمريكيين ذوي الأصول الآسيوية و0.33% من الأعراق الأخرى و0.44% من عرقين مختلطين أو أكثر و1.31% من الهسبانيون أو اللاتينيون من أي عرق.
بلغ عدد الأسر 765 أسرة كانت نسبة 31% منها لديها أطفال تحت سن الثامنة عشر تعيش معهم، وبلغت نسبة الأزواج القاطنين مع بعضهم البعض 54.4% من أصل المجموع الكلي للأسر، ونسبة 8% من الأسر كان لديها معيلات من الإناث دون وجود شريك،  بينما كانت نسبة 3.1% من الأسر لديها معيلون من الذكور دون وجود شريكة وكانت نسبة 34.5% من غير العائلات. تألفت نسبة 31.4% من أصل جميع الأسر من عدة أفراد يعيشون في نفس المنزل ونسبة 17% كانت تتألف من شخص يعيش بمفرده يبلغ من العمر 65 عاماً أو أكثر. وبلغ متوسط حجم الأسرة المعيشية 2.35، أما متوسط حجم العائلات فبلغ 2.94.
بلغ العمر الوسطي للسكان 39.8 عاماً. وكانت نسبة 24.4% من القاطنين تحت سن الثامنة عشر، وكانت نسبة 7.4% بين الثامنة عشر والرابعة والعشرين عاماً، ونسبة 25.5% كانت واقعةً في الفئة العمرية ما بين الخامسة والعشرين والرابعة والأربعين عاماً، ونسبة 21.7% كانت ما بين الخامسة والأربعين والرابعة والستين، ونسبة 19.2% كانت ضمن فئة الخامسة والستين عاماً فما فوق. يوجد لكل 100 أنثى 94.7 ذكر، ويوجد لكل 100 أنثى في الثامنة عشر من عمرها فما فوق 87.0 ذكر.
بلغ متوسط دخل الأسرة في المدينة 34,861 دولارًا، أما متوسط دخل العائلة فبلغ 40,511 دولارًا. وكان متوسط دخل الذكور 29,292 دولارًا مقابل 22,212 دولارًا للإناث. وسجل دخل الفرد الخاص بالمدينة 16,455 دولارًا. وكانت نسبة 5.1% من العائلات ونسبة 8.5% من السكان تحت خط الفقر، وكان من هؤلاء نسبة 12.5% تحت سن الثامنة عشر ونسبة 4.3% في الخامسة والستين من العمر وما فوق.

### تعداد عام 2010
بلغ عدد سكان ماونت كارول 1,717 نسمة بحسب تعداد عام 2010، وبلغ عدد الأسر 719 أسرة وعدد العائلات 448 عائلة مقيمة في المدينة. في حين سجلت الكثافة السكانية 330.8 نسمة لكل كيلومتر مربع (856.8/ميل2). وبلغ عدد الوحدات السكنية 834 وحدة بمتوسط كثافة قدره 160.7 لكل كيلومتر مربع (416.2/ميل2).
وتوزع التركيب العرقي للمدينة بنسبة 98.08% من البيض و0.23% من الأمريكيين الأفارقة و0.06% من الأمريكيين الأصليين و0.64% من الأمريكيين ذوي الأصول الآسيوية و0.12% من الأعراق الأخرى و0.87% من عرقين مختلطين أو أكثر و2.68% من الهسبانيون أو اللاتينيون من أي عرق.
بلغ عدد الأسر 719 أسرة كانت نسبة 26.4% منها لديها أطفال تحت سن الثامنة عشر تعيش معهم، وبلغت نسبة الأزواج القاطنين مع بعضهم البعض 49% من أصل المجموع الكلي للأسر، ونسبة 9.2% من الأسر كان لديها معيلات من الإناث دون وجود شريك،  بينما كانت نسبة 4.2% من الأسر لديها معيلون من الذكور دون وجود شريكة وكانت نسبة 37.7% من غير العائلات. تألفت نسبة 34.2% من أصل جميع الأسر من عدة أفراد يعيشون في نفس المنزل ونسبة 16.1% كانت تتألف من شخص يعيش بمفرده يبلغ من العمر 65 عاماً أو أكثر. وبلغ متوسط حجم الأسرة المعيشية 2.24، أما متوسط حجم العائلات فبلغ 2.80.
بلغ العمر الوسطي للسكان 46.7 عاماً. وكانت نسبة 20.7% من القاطنين تحت سن الثامنة عشر، وكانت نسبة 7.3% بين الثامنة عشر والرابعة والعشرين عاماً، ونسبة 19.6% كانت واقعةً في الفئة العمرية ما بين الخامسة والعشرين والرابعة والأربعين عاماً، ونسبة 28.7% كانت ما بين الخامسة والأربعين والرابعة والستين، ونسبة 23.8% كانت ضمن فئة الخامسة والستين عاماً فما فوق. وتوزع التركيب الجنسي للسكان بنسبة 47.3% ذكور و52.7% إناث.

## معرض صور

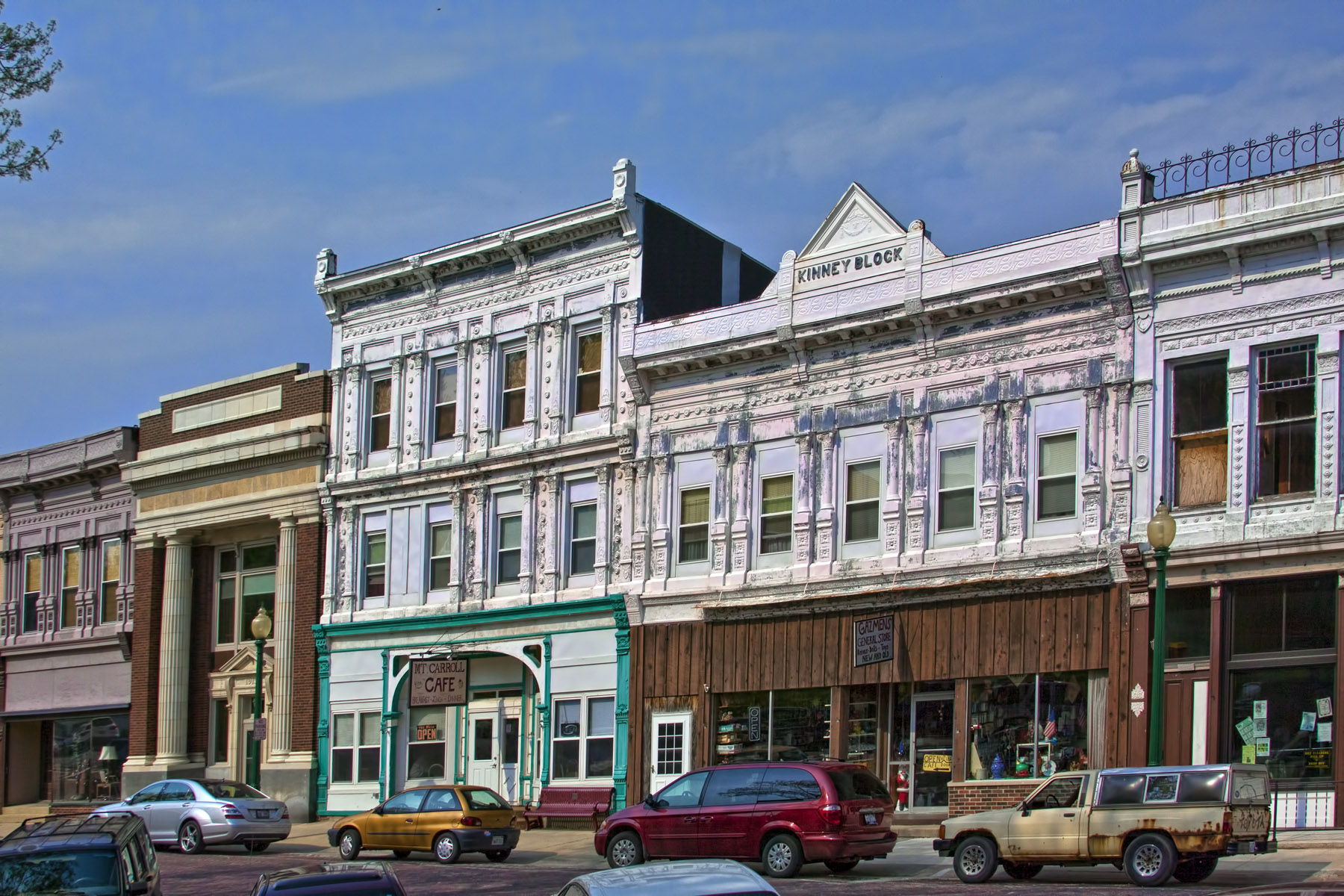
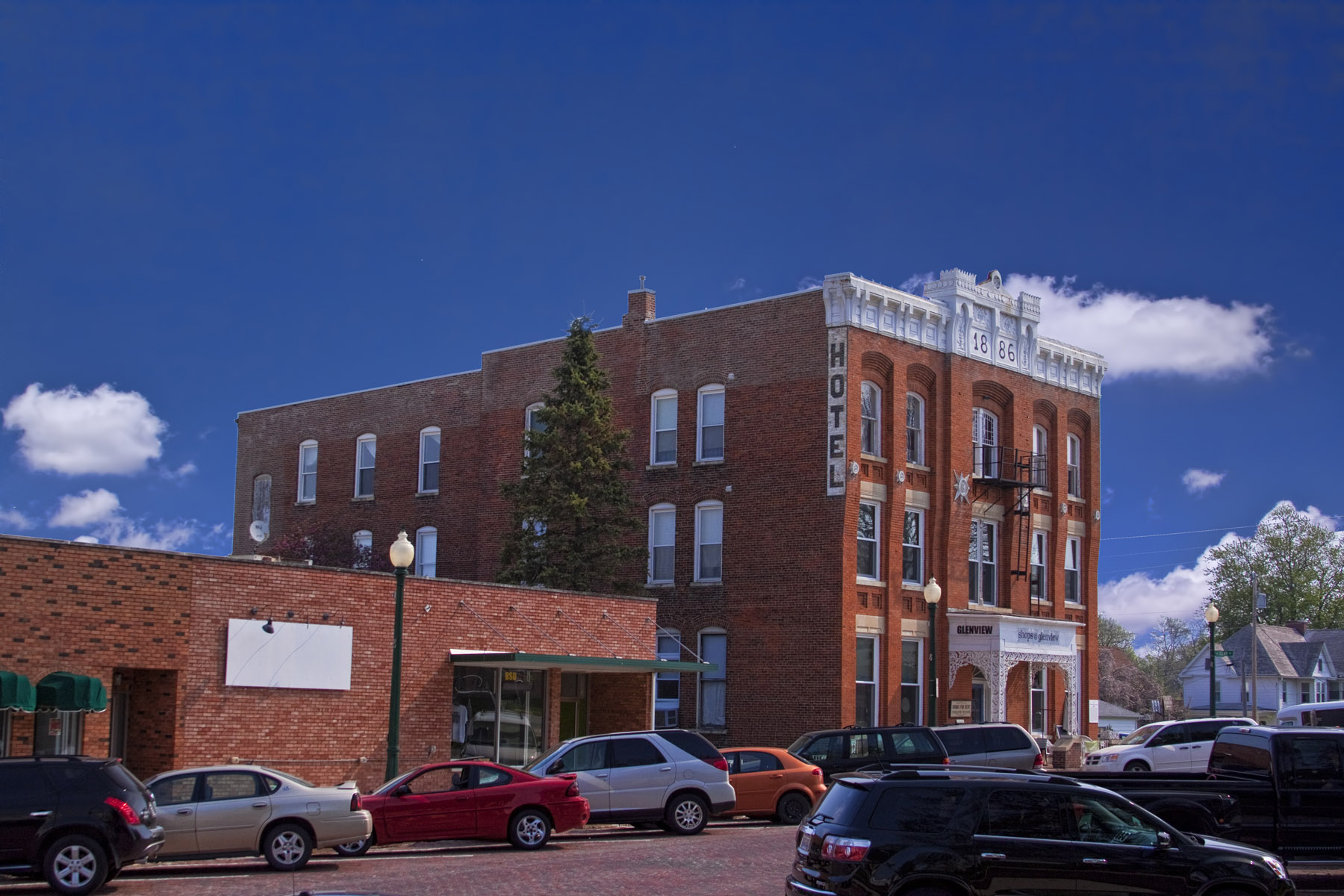
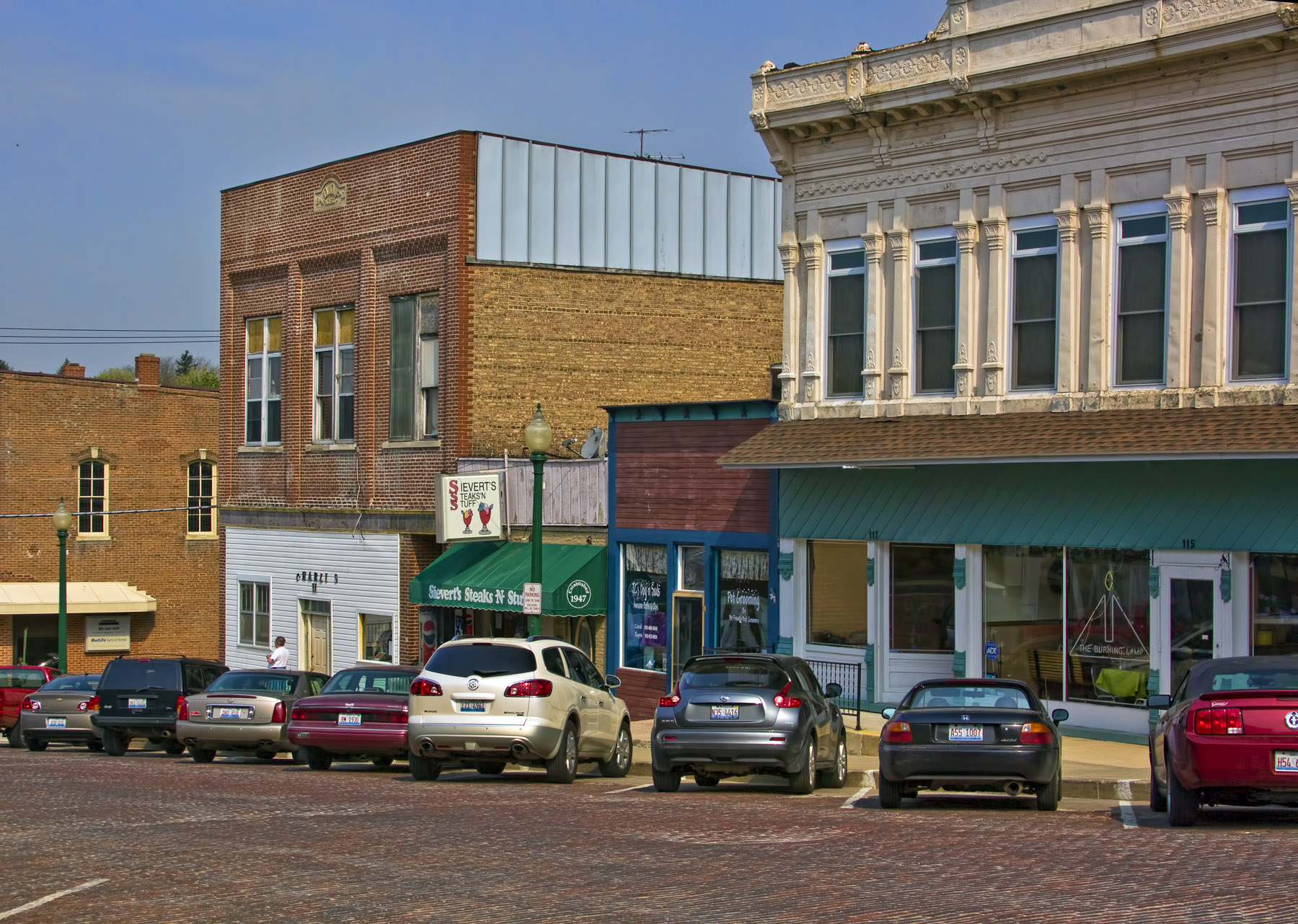
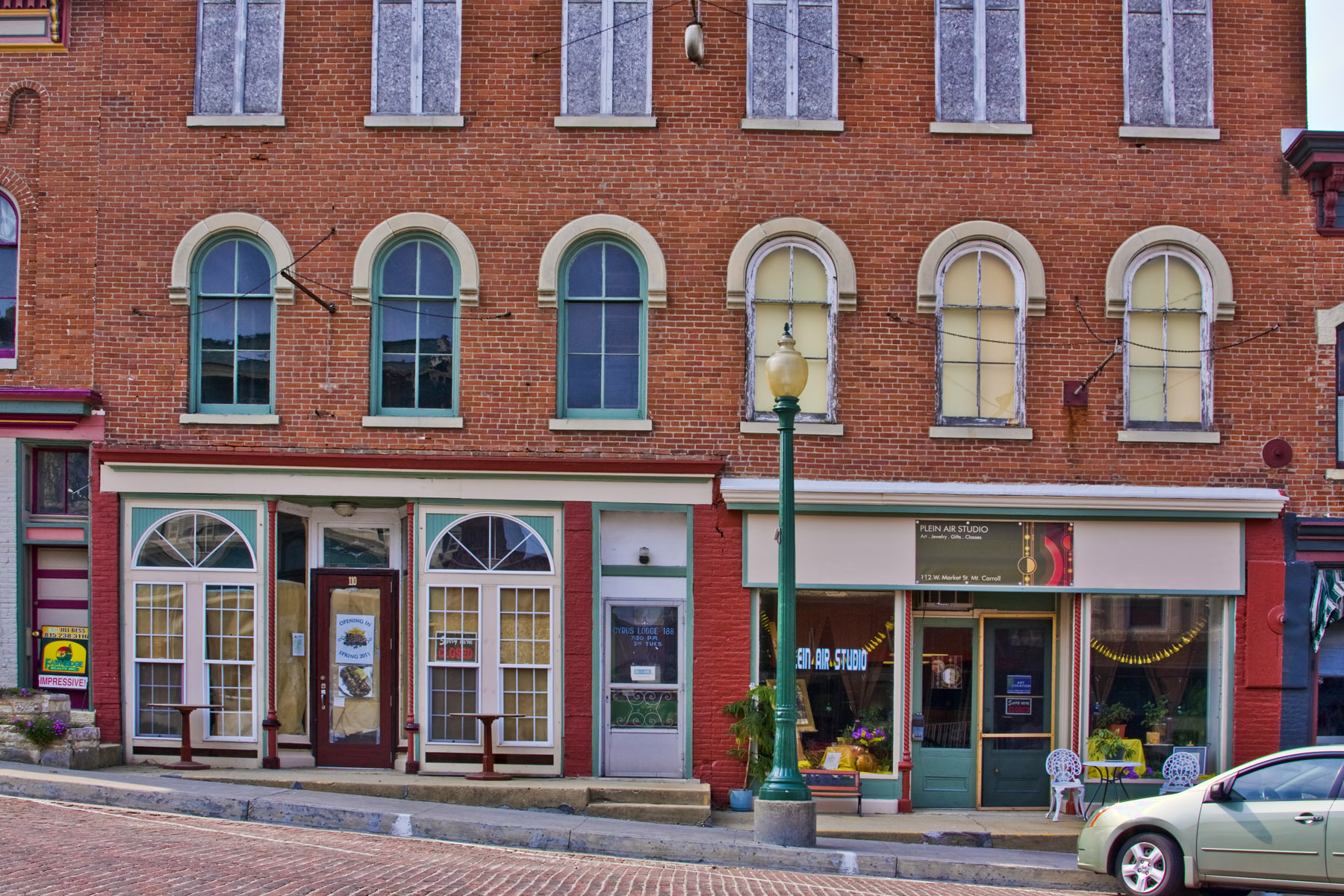

## أعلام
- وارد ميلر
- جون إل. غريفيث
- إدوارد الفونسو قولدمان